# Fiat 520 Super Fiat
Fiat 520 Super Fiat – luksusowy samochód osobowy produkowany przez FIAT-a w latach 1921–1923. W źródłach pojawia się pod nazwą "Super Fiat", "Superfiat", czasem podawane jest oznaczenie modelu 519.
Po raz pierwszy i ostatni w historii Fiata do napędu samochodu osobowego wykorzystano silnik 12-cylindrowy silnikiem w układzie V (dwa rzędy cylindrów o kącie rozwarcia 60°). Pojemność silnika wynosiła 6805 cm3 a moc 90 KM co pozwalało osiągnąć prędkość 120 km/h. Zawory umieszczone były w głowicach. Napęd poprzez 3-biegową skrzynkę biegów (plus bieg wsteczny) przekazywany był na koła tylne. Pojazd wyposażono w hamulce hydrauliczne na wszystkie koła. Deska rozdzielcza zawierała szereg wskaźników rzadko spotykanych w tamtym okresie takich jak termometr, manometr, wskaźnik ładowania, zegar i wysokościomierz. Wnętrze nadwozia wykończono skórą i drewnem. Powstały dwie wersje nadwozia: torpedo oraz dorsay torpedo.

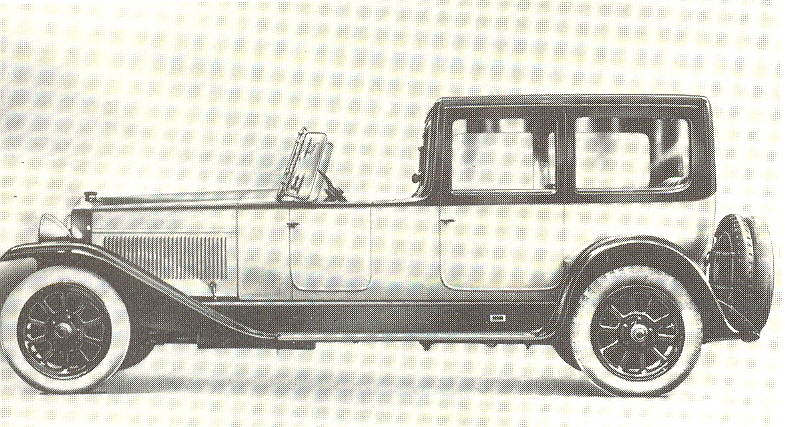
Super Fiat z nadwoziem dorsay torpedo

Powstało tylko 5 egzemplarzy. W swojej historii Fiat nie wracał już do produkcji modeli wyższych klas. Ze względu na niewielką produkcję oraz zastosowane rozwiązania można traktować model jedynie jako prezentację możliwości firmy w tamtym okresie.